# Wiedemannia klausnitzeri
Wiedemannia klausnitzeri är en tvåvingeart som beskrevs av Joost 1981. Wiedemannia klausnitzeri ingår i släktet Wiedemannia och familjen dansflugor. Inga underarter finns listade i Catalogue of Life.